# Керамик (Ленинградская область)
Кера́мик — посёлок в Трубникоборском сельском поселении Тосненского района Ленинградской области.

## История
Деревня Керамик образовалась в 1930-х годах. Тогда сюда, под Любань, переехал из усадьбы «Драготино» Новгородской губернии (ныне территория Трубникоборского сельского поселения, где расположена деревня Керамик) керамический завод «Драготино», который был основан В. В. Комаровым в 1894 году, и стал заниматься выпуском не только печных изразцов, но и другой керамической продукции, например облицовочной плитки для станций Московского метрополитена. При заводе возникла деревня Керамик.
Цеха, дома для рабочих, магазин, клуб и пекарню выстроили из дерева.
- Керамический завод на карте 1937 года

По данным 1966 года деревня называлась Тосненский Керамик и находилась в составе Любанского сельсовета.
По данным 1973 года это был уже посёлок Керамик, который также находился в составе Любанского сельсовета.
По данным 1990 года посёлок Керамик входил в состав Чудскоборского сельсовета.
В 1997 году в посёлке Керамик Чудскоборской волости проживали 32 человека, в 2002 году — 20 человек (русские — 95 %).
В 2007 году в посёлке Керамик Трубникоборского СП — 14 человек.
От завода ничего не осталось. На пустыре можно найти изразцы. Жители называют это место «Комаров завод». Карьеры превратились в пруды.

## География
Посёлок расположен в юго-восточной части района близ автодороги 41К-840 (Померанье — Чудской Бор).
Расстояние до административного центра поселения — 9 км.
Расстояние до ближайшей железнодорожной платформы Померанье — 1 км.

## Демография
| 2007 | 2010 | 2017 |
| ---- | ---- | ---- |
| 14   | ↗49  | ↘11  |

## Улицы
Гончарная, Лесная.